# Euforione (mitologia)
Euforione è un personaggio della mitologia greca, noto solo da fonti tarde (Tolomeo Efestione, Novae Historiae). Era figlio di Achille ed Elena, nato dopo la loro morte nelle Isole dei beati, o nei Campi Elisi.
Era una creatura soprannaturale dotata di ali. Si narra che la sua bellezza suscitò l'amore di Zeus, che però il giovane rifiutò. Fuggì così nell'isola di Melo, dove fu fulminato da Zeus. Impietosite le ninfe lo seppellirono, ma per vendicarsi, Zeus le trasformò in rane.
Secondo una variante del mito, fu Elena, divenuta dea dopo la morte, a discendere negli Inferi attratta dall'ombra di Achille per giacere con lui, generando così il semi-dio Euforione.
I personaggi di Elena ed Euforione, seppure con molte varianti, sono ripresi da Johann Wolfgang von Goethe nel suo Faust.